# Chiani
El Chiani (en latín, Clanis o Glanis; en griego, Κλάνις o Γλάνις) es un río en la región italiana de Toscana.
Tiene 42 km de largo. Comienza en los Apeninos de Arezzo, atraviesa el valle de Chiusi y desemboca en el río Paglia cerca de Orvieto. 

## Historia
En la época romana sus aguas desembocaban íntegramente en el Tíber. Históricamente, a menudo, ha causado inundaciones importantes en el valle de Clusium (Chiusi), que llegaron incluso hasta Roma. En el año 15, se estudió que formara parte del Chiana Arnus (el Arno). Este proyecto fue abandonado debido a la oposición de los florentinos. Apiano menciona que en el 8 a. C., se libró una batalla entre Sila y Cneo Papirio Carbón, a orillas del río, cerca de Clusio, donde el primero salió victorioso.
En la Edad Media, todo el valle entre Arezzo y Chiusi era una zona pantanosa inhabitable, pero hacia finales del siglo XVIII, el ingeniero Conte Fossombroni abordó el problema y movió la cuenca unos 25 km más al sur, para que el agua del valle de Chiana fluyera en parte hacia el Arno y en parte hacia el Tíber.